# داستان عامه‌پسند (مجموعه تلویزیونی)
داستان عامه‌پسند (به انگلیسی: Penny Dreadful) یک مجموعه تلویزیونی آمریکایی در ژانر درام ترسناک است که جان لوگان نویسندگی و تهیه‌کنندگی مجموعه و سم مندس و خودِ لوگان هم مدیریت تولید آن را بر عهده دارند. فصل نخست مجموعه از تاریخ ۱۱ مه ۲۰۱۴ به تعداد هشت قسمت بر روی آنتن رفت. پخش این مجموعه به شبکه‌های مختلفی منتسب شد تا اینکه سرانجام اعلام شد شوتایم آن را پخش می‌کند. فصل دوم مجموعه نیز از ۳ مه ۲۰۱۵ به تعداد ده قسمت پخش شد. در این سریال شخصیت‌های بسیاری از داستان‌های ایرلندی و انگلیسی قرن نوزدهم را به تصویر می‌کشد، که از این شخصیت‌ها می‌توان به دوریان گری اثر اسکار وایلد، مینا هارکر و آبراهام ون هلسینگ از دراکولای برام استوکر، ویکتور فرانکنشتاین و هیولای او از کتاب فرانکنشتاین اثر مری شلی و دکتر هنری جکیل از مورد غیرعادی دکتر جکیل و آقای هاید به قلم رابرت لویی استیونسن اشاره کرد.
در ۱۶ ژوئن ۲۰۱۵، شوتایم خبر از ساخت فصل سوم این مجموعه شامل ۹ قسمت داد که از ۱ مه تا ۱۹ ژوئن ۲۰۱۶ پخش شد. پس از اتمام فصل سوم در ۱۹ ژوئن ۲۰۱۶، جان لوگان خالق مجموعه اعلام کرد داستان اصلی داستان عامه‌پسند به پایان رسیده‌است. یک مجموعه اسپین‌آف نیز تحت عنوان داستان عامه‌پسند: شهر فرشتگان، به تعداد ده قسمت از ۲۶ آوریل تا ۲۸ ژوئن ۲۰۲۰ به نمایش درآمد.

## بازیگران و شخصیت‌ها

### بازیگران اصلی
- اوا گرین در نقش وِنِسا آیوز
- ریو کارنی در نقش دوریان گری، مردی خوش‌سیما و با جذبه که به سبب پورتره‌اش عمری جاودانه دارد.
- تیموتی دالتون در نقش سر مالکوم موری، مکتشف سر سخت قاره آفریقا که به شدت برای نجات اعضای باقی‌مانده خانواده‌اش تلاش می‌کند.
- جاش هارتنت در نقش ایتن چندلر
- هری ترداوی در نقش دکتر مخلوق
- روری کینیار در نقش هیولای فرانکنشتاین
- بیلی پایپر در نقش برونا کرافت/لیلی فرانکنشتاین، مهاجری ایرلندی که به دنبال فرار از گذشته تلخ و وحشیانه خود می‌گردد.
- دنی اسپینی در نقش سمبین، یار مرموز و باوفای سر مالکوم
- سایمون راسل بیل در نقش فردیناند لایل، یک مصرشناس غیرعادی
- هلن مک‌کروری در نقش اِولین پول، یک اسپیریتوالیسم حرفه‌ای که با نام مستعار مادام کالی شناخته می‌شود
- وس استودی در نقش کاتنای، یک آپاچی که با ایتن مرتبط است و با سر مالکوم متحد می‌شود.

### معرفی شده در فصل دوم
- سارا گرین در نقش هکاته پول، دختر بزرگ اِولین که علاقه‌ای عاشقانه به ایتن چندلر دارد (فصل ۲-۳).
- نیکول اونیل در نقش اولیویا چنری و شارلوت بکت (فصل ۲).
- داگلاس هاج در نقش بارتولما راسک، یک بازرس پلیس اسکاتلندیارد که در حال تحقیق درباره کشتار وحشاینه مسافرخانه مارینر است (فصل ۲-۳).
- جک هیکی در نقش بازرس جوان که با راسک کار می‌کند (فصل ۲-۳).
- جانی بیچمپ در نقش آنژلیک، یک زن ترنس مرموز که توجه دوریان را به خود جلب می‌کند (فصل ۲).
- دیوید هیگ در نقش اسکار پاتنی، مالک موزهٔ مومی که مخلوق را برای اهداف شوم خود به کار گرفته است (فصل ۲).
- روث گمل در نقش اکتاویا پاتنی، همسر اسکار که از وجود مخلوق ناراضی است و با او ظالمانه رفتار می‌کند (فصل ۲).
- تمسین توپولسکی در نقش لاوینیا پاتنی، دختر نابینای کارفرماهای جدید مخلوق، که با او رابطه‌ای دوستانه برقرار می‌کند (فصل ۲).
- رونان ویبرت در نقش جفری هوکس، یک صاحب ملک ثروتمند که تحت سلطه اِولین قرار گرفت (فصل ۲).

### معرفی شده در فصل سوم
- کریستیان کامارگو در نقش کنت دراکولا برادر لوسیفر
- سامائول بارنت در نقش رنفیلد
- سباستین کرافت در نقش جک گرین‌لیس
- جسیکا باردن در نقش ژوستین
- برایان کاکس در نقش جرد تالبوت

## قسمت‌ها
| قسمت | عنوان                                     | کارگردان            | نویسنده   | تاریخ پخش    | بیننده در آمریکا (میلیون) |
| ---- | ----------------------------------------- | ------------------- | --------- | ------------ | ------------------------- |
| ۱    | «کار شبانه»                               | Juan Antonio Bayona | جان لوگان | ۱۱ مه ۲۰۱۴   | ۰٫۸۷                      |
| ۲    | «احضار ارواح»                             | J. A. Bayona        | جان لوگان | ۱۸ مه ۲۰۱۴   | ۰٫۷۲                      |
| ۳    | «رستاخیز»                                 | Dearbhla Walsh      | جان لوگان | ۲۵ مه ۲۰۱۴   | ۰٫۷۳                      |
| ۴    | «عیاشان»                                  | Dearbhla Walsh      | جان لوگان | ۱ ژوئن ۲۰۱۴  | ۰٫۷۳                      |
| ۵    | «نزدیک‌تر از خواهر»                        | Coky Giedroyc       | جان لوگان | ۸ ژوئن ۲۰۱۴  | ۰٫۷۹                      |
| ۶    | «چیزهایی که مرگ می‌تواند به هم پیوند بزند» | Coky Giedroyc       | جان لوگان | ۱۵ ژوئن ۲۰۱۴ | ۰٫۶۸                      |
| ۷    | «تملّک»                                    | James Hawes         | جان لوگان | ۲۲ ژوئن ۲۰۱۴ | ۰٫۸۰                      |
| ۸    | «(لذت از وحشت) Grand Guignol»             | James Hawes         | جان لوگان | ۲۹ ژوئن ۲۰۱۴ | ۰٫۸۶                      |

## بازخورد منتقدان
نقدهای مثبتی دربارهٔ مجموعه داستان عامه‌پسند ارائه شد. این مجموعه در متاکریتیک براساس نظر ۳۷ نفر، امتیاز ۷۰ از ۱۰۰ را به خود اختصاص داده‌است و در راتن تومیتوس هم امتیاز ۷۹ درصدی "Certified Fresh" را با نمره ۷٫۴ از ۱۰ براساس نظر ۵۲ نفر بدست آورده‌است.